# When Universal Ike Set
When Universal Ike Set è un cortometraggio muto del 1914. Il nome del regista non viene riportato.

## Trama
Dopo aver sposato una vedova, Ike pensa di essersi messo a posto per tutto il resto della vita. Ma la moglie lo fa lavorare e lui, fingendosi malato, chiede il sostegno del medico che lo visita. Ma la donna non ci casca: poiché Ike è a letto con la "febbre", lo trasforma in chioccia, mettendolo a covare le uova. Ike, alla fine, si troverà "madre" di una nidiata di pulcini.

## Produzione
Il film fu prodotto dall'Universal Film Manufacturing Company.

## Distribuzione
Distribuito dall'Universal Film Manufacturing Company, uscì nelle sale cinematografiche USA il 21 aprile 1914.